# Jikō-ji (Präfektur Saitama)

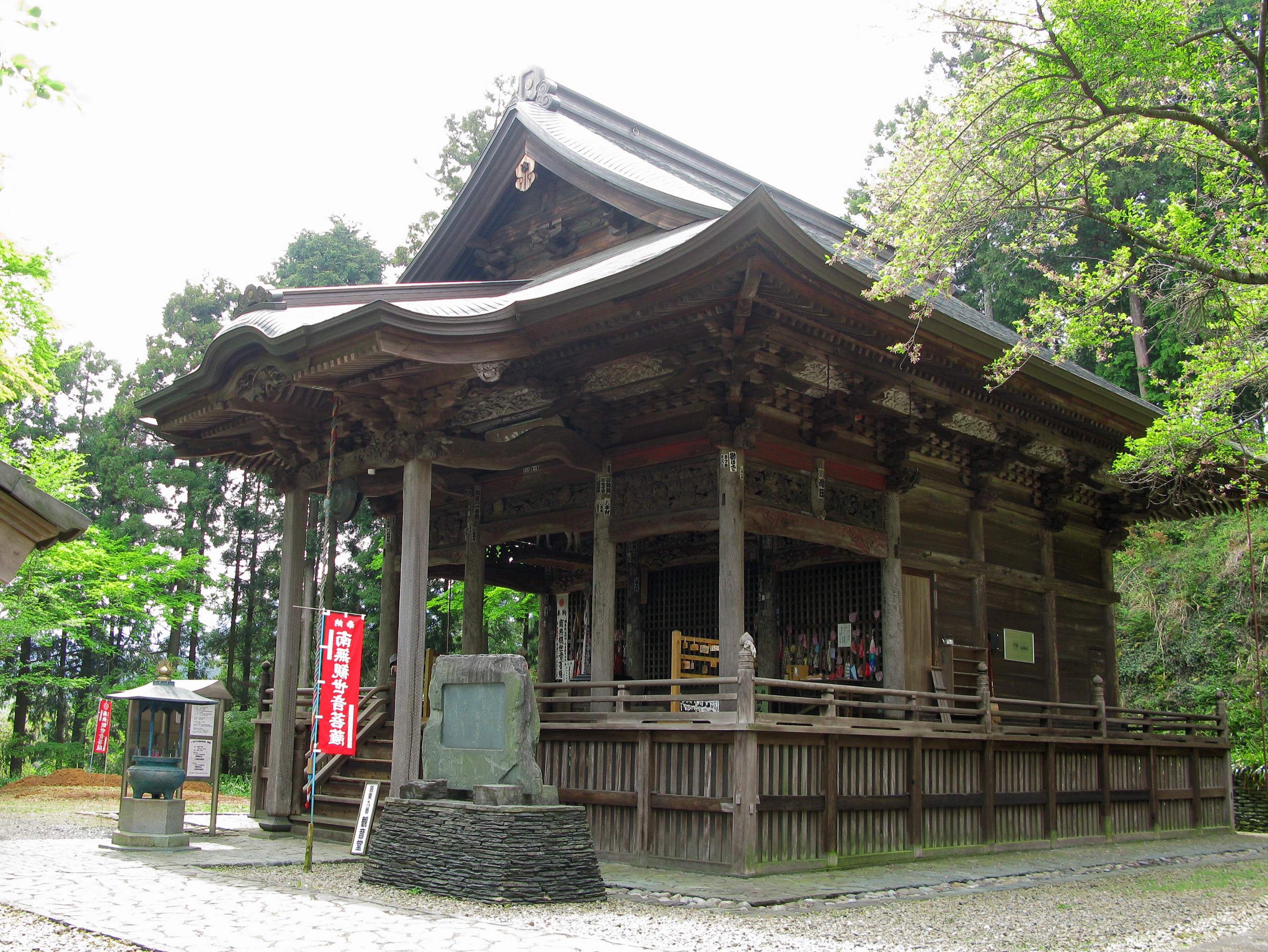
Kannon-do

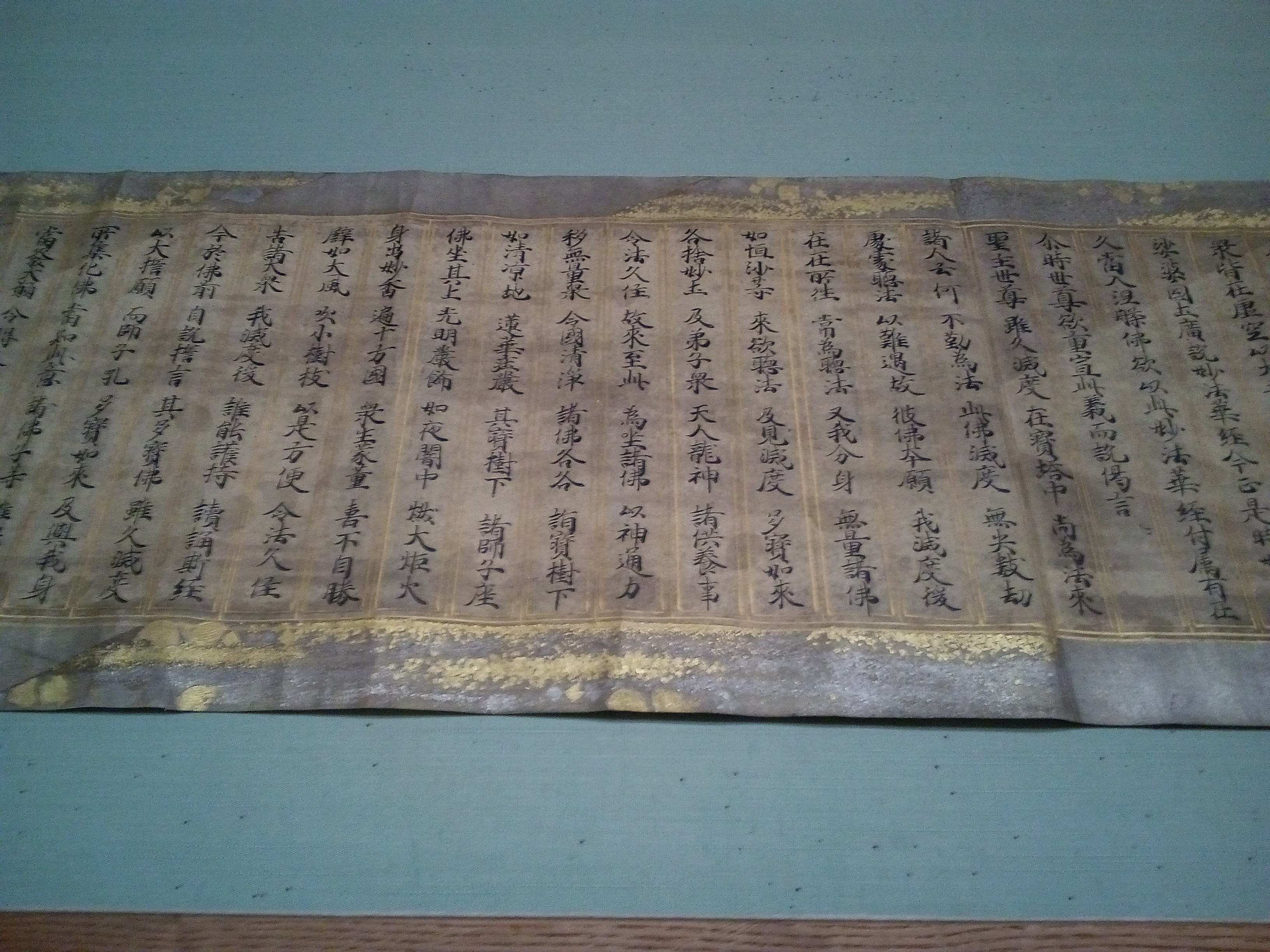
Hokke Sutra

Der Jikō-ji (japanisch 慈光寺) mit dem Bergnamen Tokisan (都幾山) und Untertempelnamen Ichijō Hokke-in (一乗法華院) ist eine unterhalb des Berges Toki in den Bergen verstreute Tempelanlage der Tendai-Richtung des Buddhismus in der heutigen Stadt Tokigawa im Landkreis Hiki der Präfektur Saitama, Japan. In der traditionellen Zählung ist der Tempel der 9. der 33 Tempel der Kantō-Region.

## Geschichte
Nach der Überlieferung wurde der Tempel im Jahr 673 angelegt. Im 1. Jahr Hōki (宝亀元年 Hōki gannen), also 770, wurde er von Priester Dōchū (道忠), einem Schüler des Oberpriesters Ganjin (鑑真), eröffnet. 871 schloss sich der Tempel auf Wunsch des Kaisers Seiwa der Tendai-Richtung des Buddhismus an und übernahm für diese Glaubensrichtung eine führende Position im Bantō-Gebiet.
Zur Zeit, als Minamoto no Yoritomo die Ōshū-Fujiwara angriff, machte Hatakeyama Shigetada (1164–1205), der Hauptakteur der Chichibu-Fraktion, den Tempel zum Gebetstempel für erfolgreiche Feldzüge. Der Tempel besaß dann zeitweilig um die 75 Klausen.
Während der Muromachi-Zeit wurde der Tempel von den Herrschern auf der Burg Matsuyama, den Ueda, angegriffen und verlor an Bedeutung. In der Edo-Zeit wurde der Tempel vom Bakufu unterstützt, erholte sich wieder und ist bis heute ein wichtiger Tempel der Gegend.

## Die Anlage

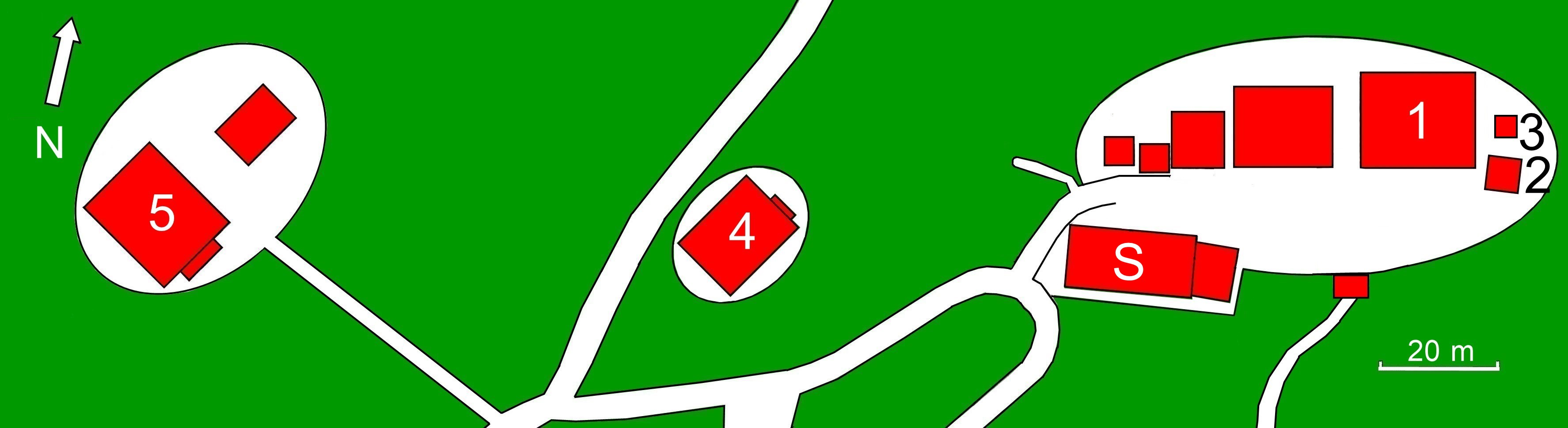
Plan des Tempels (s.Text)

Auf dem Weg zu den Hauptgebäuden kommt man an neun Grabsteinplatten (板石塔婆 Itaishi tōba) vorbei, die aus der Kamakura- bis zur Muromachi-Zeit stammen. Die Gruppe ist als Kulturgut der Präfektur registriert. Dass so viele Platten erhalten sind, liegt wohl daran, dass sie zu Beginn der Meiji-Zeit aus verlassenen Klausen hierher zusammengetragen worden sind.
Steigt man weiter hoch, gelangt man zur Haupthalle (本堂 Hondō; 1). Daneben steht ein Pavillon, der die Pagode zur Erinnerung an die Tempelgründung, die Kaisan-tō (開山塔; 3) beherbergt. Die jetzige wurde 1556 hergestellt und ist 5,1 m hoch. Es ist die einzige erhaltene Pagode aus Holz aus der Muromachi-Zeit und ist als Wichtiges Kulturgut Japans registriert. In ihrer Behausung ist die Pagode nicht gut sichtbar, aber es gibt eine Kopie im Geschichts- und Volkskundemuseum der Präfektur Saitama (埼玉県立歴史と民俗の博物館 Saitama kenritsu rekishi to minzoku hakubutsukan). die benachbarten Gebäude, die Zaō-dō (蔵王堂 ‚Zaō-Halle‘), die Shaka-dō (釈迦堂 ‚Shaka-Halle‘) und der Glockenturm (鐘楼 Shōrō) gingen 1985 durch einen Brand verloren. Im wiedererrichteten Glockenturm (2) hängt eine Kupferglocke aus dem Jahr 1245, die als Wichtiges Kulturgut Japans registriert ist. Sie wurde vom Glockengießer Mononobe Shigemitsu (物部 重光) hergestellt, der auch die Glocke des Kenchō-ji in Kamakura gegossen hat.
Weiter westlich steht die Hannya Shingyō-dō (般若心経堂; 4), also eine Halle, die der Herz-Sutra gewidmet ist. Noch weiter westlich befindet sich die Kannon-Halle (観音堂; 5). Die jetzige Halle stammt aus dem Jahr 1803. Sie beherbergt eine tausendarmige Kannon (千手観音立像), die als Kulturgut der Präfektur registriert ist. Die Kannon ist 270,0 cm hoch, ist aus Hinoki-Holzstücken zusammengesetzt und bemalt. Die ursprüngliche Figur ging 1802 bei einem Brand verloren, wurde aber im gleichen Jahr durch eine Nachbildung ersetzt. Sie ist jährlich am 2. Sonntag im April und am 17. Monatstag für die Öffentlichkeit zu sehen.

## Tempelschätze
Zu den Tempelschätzen, die im Konrenzō (金蓮蔵; S) genannten Schatzhaus aufbewahrt werden, gehört die verzierte, „vollständige Hokke-Sutra“ (法華経一品経 Hokke-kyō ippon-kyō). Sie wurde vom Ex-Kaiser Go-Toba und anderen hohen Adligen kopiert und ist als Nationalschatz registriert. Weiter besitzt der Tempel die älteste Kopie der „Großen Hannya-Sutra“ (黒書大般若経) in der Kantō-Gegend und vergoldete Bronze-Utensilien des esoterischen Buddhismus (金銅密教具 Kondō mikkyō-gu). Beides sind Wichtige Kulturgüter Japans.